# Фелісіте Робер Ламенне

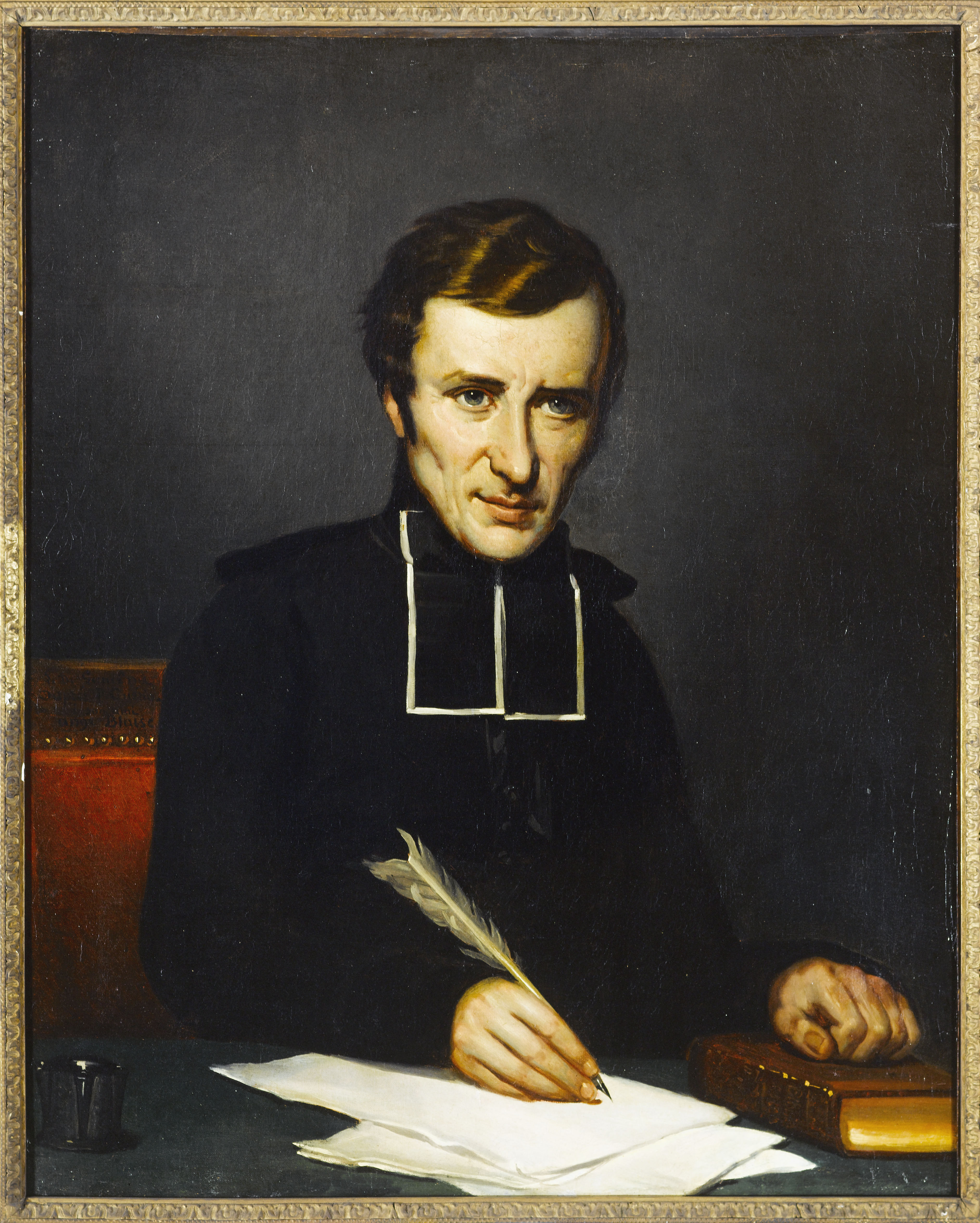
Робер де Ламенне

Фелісіте́ Робе́р Ламенне́ (фр. Félicité Robert de La Mennais, прізвище іноді пишеться de Lamennais; 1782—1854) — французький католицький філософ.
Критикував світську монархію, сучасний йому стан католицької церкви. Критерій істини, на думку Ламенне, лежить не в індивідуальному розумі, як вважає філософія, а в переконанні народів.

## Погляди
Справжня релігія — католицизм, бо на його боці більша частина людства. Авторитет церкви, що спирається на традицію і на народну віру, такий великий, що до нього повинна дослухатися держава. Держави не може бути без релігії, релігії — без церкви, церкви — без Папи; на цьому Ламенне будує суверенітет Папи, як у релігійних, так і в світських справах. Його політичний ідеал — християнська монархія.
У 1832 р. Папа Римський засудив погляди Фелісіте Робера Ламенне.

## Праці
- Слова віруючого, 1834;
- Римські справи, 1836;
- Книга народу, 1837;
- Сучасне рабство, 1839 та ін.